# ヨリン・テル・モルス
ヨリン・テル・モルス（Jorien ter Mors、1989年12月21日 - ）は、オランダの女子スピードスケートとショートトラック選手。

## 人物
- 2014年のソチオリンピックの1500mでは金メダルを獲得。同種目ではオランダ勢が表彰台を独占した[1]。もう一つの種目チームパシュートでは2個目の金メダルを獲得（2014年ソチオリンピックのスピードスケート競技#女子に参照）。
- 2018年の平昌オリンピックでは前回の1500mではなく、1000ｍに挑戦、結果は金メダルを獲得。銀（小平奈緒）と銅（髙木美帆）は日本勢でツーショットのピースを出して実現[2]。種目が違う2大会連続のメダルとなった[3]。同大会のショートトラック3000mリレーでは銅メダルを獲得[4]。二刀流のメダリストが誕生した[5]。